# Обладнання для виготовлення бетонів та будівельних розчинних сумішей
Обладнання для виготовлення бетонів та будівельних розчинних сумішей — обладнання, яке призначене для реалізації таких процесів:
- 1) зміни фізичного стану речовини;
- 2) створення оптимальної поверхні реагуючих тіл;
- 3) прискорення хімічної реакції;
- 4) поліпшення теплопередачі під час нагрівання чи охолодження оброблюваного середовища;
- 5) отримання однорідної суміші (наприклад суспензій, емульсій та паст).

Компоненти, які використовують для змішування, можуть бути в однаковому або різному агрегатному
станах, а саме: твердому, рідкому, газоподібному.
Будівельна розчинна суміш — це механічна суміш
твердих компонентів заповнювача та в'яжучого з водою.
Найбільш поширеним є обладнання, в якому рівномірність
суміші досягається механічним впливом на середовище
спеціальним робочим органом, що називається змішувачем. Значного розповсюдження набули лопатеві
змішувачі.
Однак у деяких випадках частину будівельних
розчинних сумішей виготовляють у бетонозмішувачах, в
яких змішування здійснюється за принципом «вільного
падіння». Загальну класифікацію змішувачів для виготовлення
бетонів та будівельних розчинних сумішей показано на
рисунку.
Перемішувачі для бетонів.

На рисунку показано установку для змішування
будівельної розчинної суміші.
Для підвищення технологічних можливостей її
додатково обладнують насосом для перекачування
будівельної розчинної суміші, наприклад, однопоршневим.

Рисунок — Установка для змішування компонентів будівельної
розчинної суміші (вигляд загальний): 1 — рама; 2 — корпус;
3 — змішувач; 4 — черв'ячний редуктор; 5 — цівкова передача;
6 — затвор; 7 — камера-живильник; 8 — проціджувальна решітка;
9 — насос; 10 — комбінований компенсатор пульсації тиску;
11 — всмоктувальний патрубок; 12 — гумовотканинний рукав;
13 — пневматичні шини; 14 — підставка; 15 — електрошафа

Установка для змішування компонентів будівельної
розчинної суміші працює так: на початку роботи заглушку
камери-живильника притискають до проціджувальної
решітки з таким розрахунком, щоб будівельна розчинна
суміш не потрапляла усередину камери-живильника. У
корпус змішувача завантажують сухі компоненти
одночасною з подачею потрібної кількості води, потім
вмикають привід механічного змішувача. Щоб уникнути
перевантажень змішувача в початковий період
змішування, привід вмикають відразу ж після
завантаження першої порції сухих компонентів і води. Для
поліпшення змішування компонентів будівельної
розчинної суміші періодично застосовують реверсування.
Коли суміш буде доведена до потрібних кондицій, її
видають через затвор у спеціальну тару.